# Ketkhuda
Ketkhuda fou el nom d'un funcionari a Pèrsia i a l'Imperi Otomà. El nom vol dir cap de família, però a Pèrsia va agafar el sentit de cap de tribu o de poble, i de perceptor de l'impost a un poble.
Els ketkhudes eren les autoritats locals en temps dels il-kànides. Després apareix al territori otomà com a persona influent i suplent de funcionaris. Progressivament tots els funcionaris incloent els beglerbegis i sandjakbegis tenien el seu ketkhuda o suplent, i fins i tot el gran visir; també hi havia, com a Pèrsia, ketkhudes que dirigien els pobles petits fins que foren suprimits per decret el 1790; el 1799 el ketkhuda del gran visir s'ocupava dels afers fins i tot d'altres visirs, però aquell any la seva tasca es va limitar a auxiliar del gran visir.
Els prínceps vassalls, com els de Transsilvània, Moldàvia, Valàquia i Crimea, tenien un ketkhuda (representant personal) a Istanbul.
El títol de ketkhuda no es va utilitzar a l'Àfrica del nord on existia el kahiya, que a Tunísia que era un funcionari amb àmplia autoritat adjunt de diversos funcionaris i a Algèria el lloctinent del bey i comissari de policia; a l'exèrcit d'Abd el-Kader el kahiya era un brigadier.
A Turquia s'anomenava ketkhuda tanmateix als caps de corporacions; més tard es va donar el nom a funcionaris retirats que renunciaven a la seva pensió.